# Rajd Wielkiej Brytanii

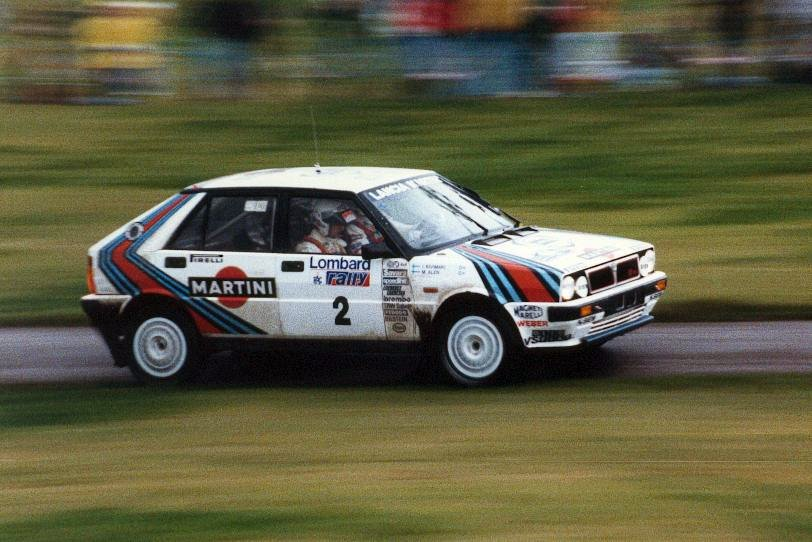
Markku Alén podczas Rajdu Wielkiej Brytanii w 1987

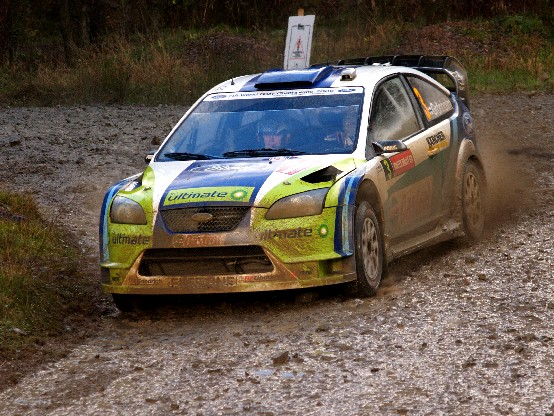
Marcus Grönholm podczas rajdu w 2006

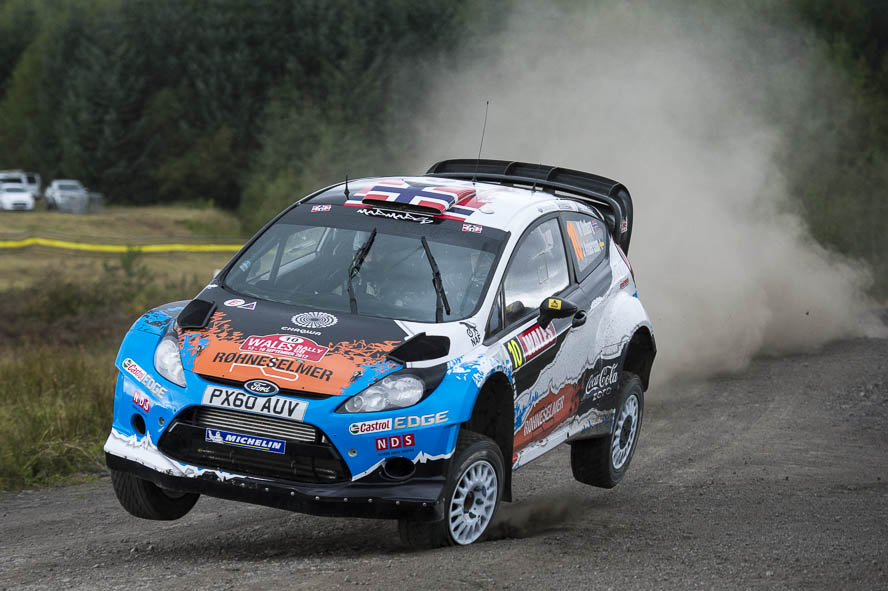
Mads Østberg podczas rajdu w 2012

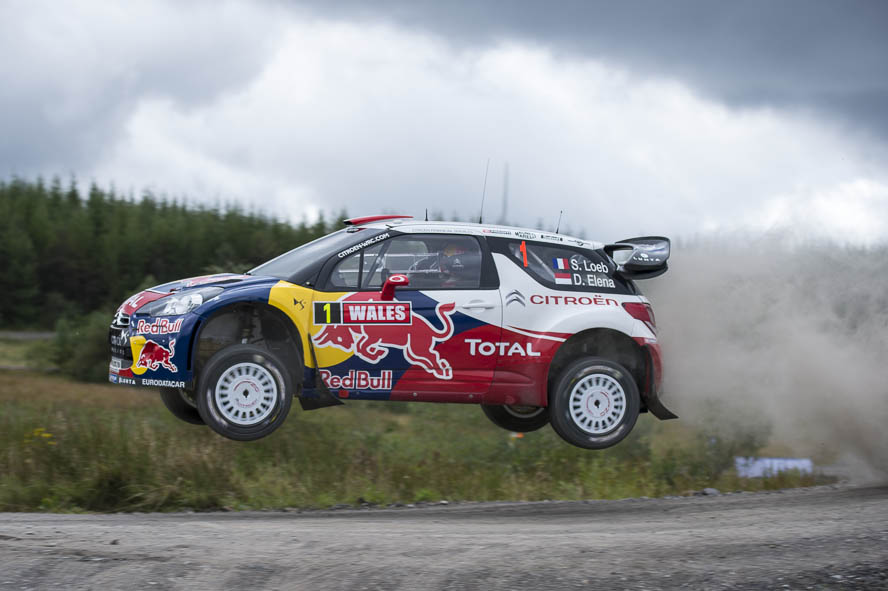
Sebastien Loeb podczas rajdu w 2012

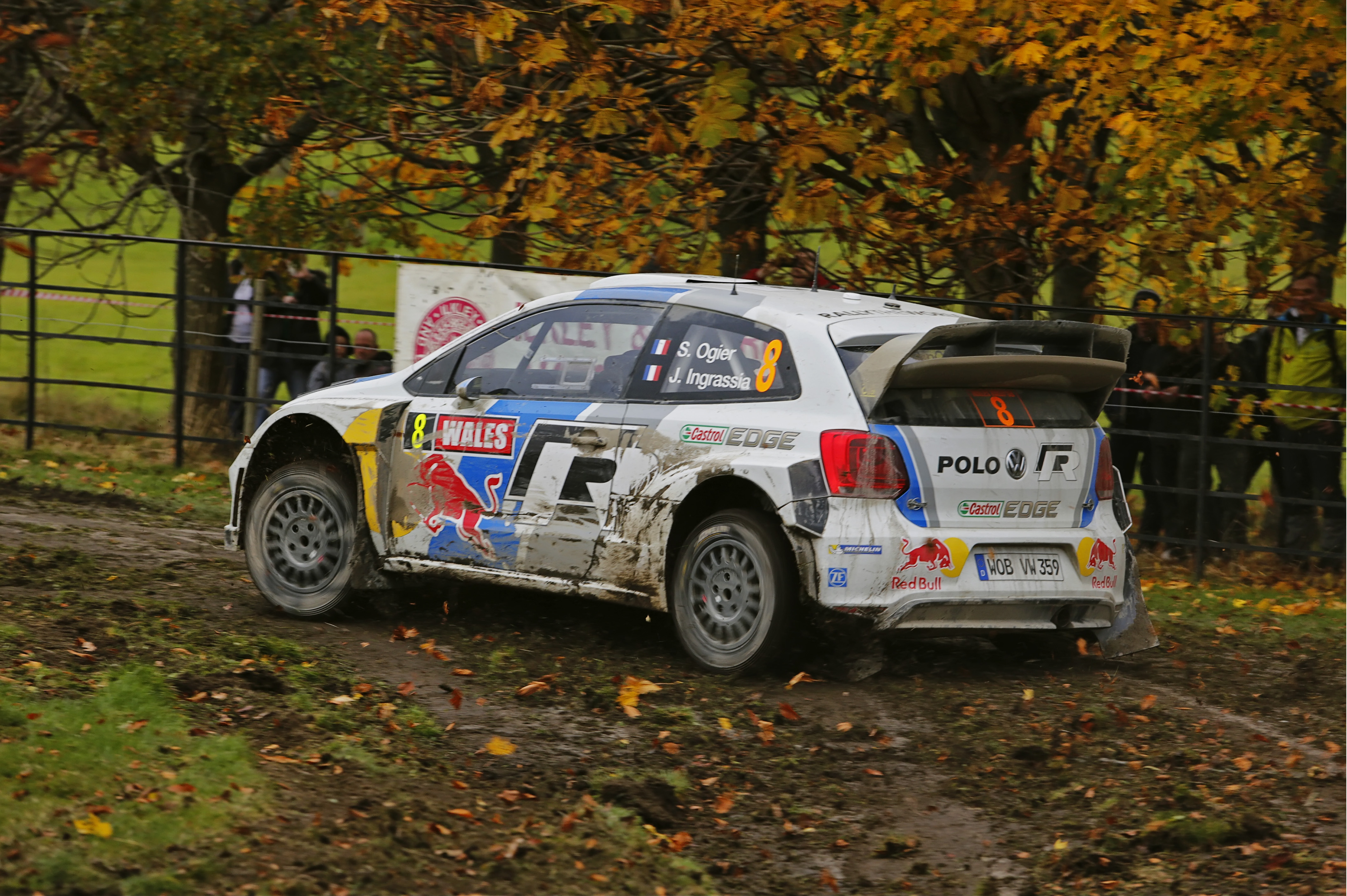
Sébastien Ogier podczas rajdu w 2013

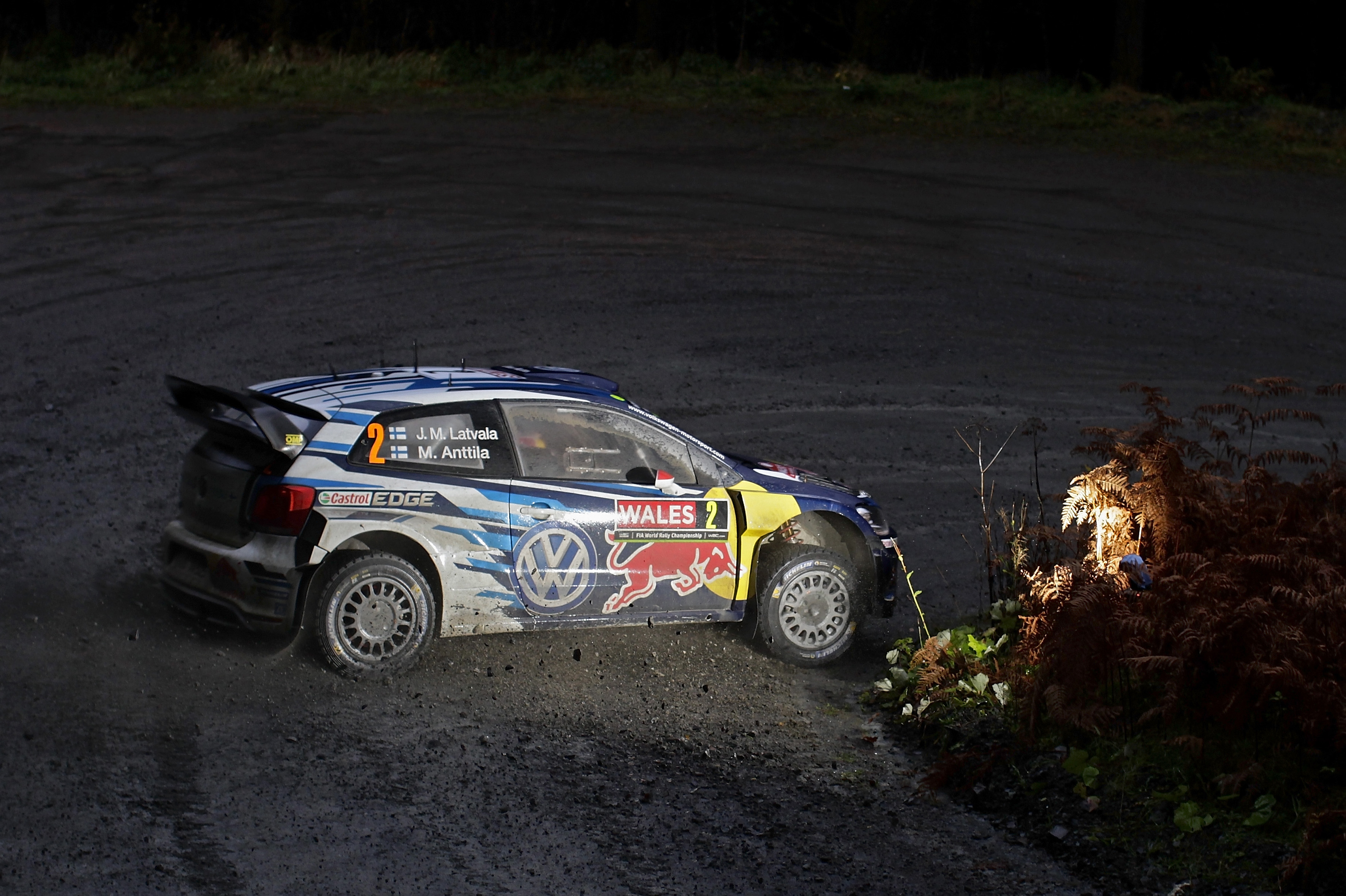
Jari-Matti Latvala podczas rajdu w 2015

Rajd Wielkiej Brytanii (oficjalnie Rally of Great Britain) – jeden z najstarszych i najbardziej renomowanych rajdów samochodowych na świecie. Jego pierwsza edycja odbyła się w 1932 roku a meta rajdu znajdowała się w Torquay. Obecnie rajd odbywa się pośród gór Walii z bazą w Cardiff. Rajd ten widniej w kalendarzu mistrzostw świata od początku istnienia cyklu (to jest od roku 1973) i tylko raz 1996 roku stanowił rundę pucharu świata samochodów z silnikiem dwulitrowym (stan na rok 2017). Rajd odbywa się na drogach żwirowych, często w intensywnym deszczu.

## Zwycięzcy[2]
| Rok  | Nazwa rajdu                                  | Kierowca                   | Pilot                      | Samochód                    | Kategoria     |
| ---- | -------------------------------------------- | -------------------------- | -------------------------- | --------------------------- | ------------- |
| 1932 | 1. Torquay Rally                             | A.H. Loughborough          |                            | Lanchester 2.5              |               |
| 1933 | 2. RAC Rally                                 | Kitty Brunell              |                            | AC Ace                      |               |
| 1934 | 3. RAC Rally                                 | F.R.G. Spikins             |                            | Singer Le Mans              |               |
| 1935 | 4. RAC Rally                                 | brak oficjalnego zwycięzcy | brak oficjalnego zwycięzcy |                             |               |
| 1936 | 5. RAC Rally                                 | C.E.A. Westcott            |                            | Austin Seven                |               |
| 1937 | 6. RAC Rally                                 | Jack Harrop                |                            | Jaguar SS 100               |               |
| 1938 | 7. RAC Rally                                 | Jack Harrop                |                            | Jaguar SS 100               |               |
| 1939 | 8. RAC Rally                                 | Abiegeg F.P. Fane          |                            | Frazer Nash BMW             |               |
|      |                                              |                            |                            |                             |               |
| 1951 | 9. RAC International Rally of Great Britain  | Ian Appleyard              | Pat Appleyard              | Jaguar XK120                |               |
| 1952 | 10. RAC International Rally of Great Britain | Godfrey Imhof              | Betty Frayling             | Allard J2X                  |               |
| 1953 | 11. RAC International Rally of Great Britain | Ian Appleyard              | Pat Appleyard              | Jaguar XK120                | ERC           |
| 1954 | 12. RAC British International Rally          | Johnny Wallwork            | Harold Brooks              | Triumph TR2                 | ERC           |
| 1955 | 13. RAC International Rally of Great Britain | Jimmy Ray                  | Brian Harrocks             | Standard Ten                | ERC           |
| 1956 | 14. RAC international Rally of Great Britain | Lyndon Sims                | Tony Ambrose               | Aston Martin DB2            | ERC           |
| 1957 | nie odbył się                                | nie odbył się              | nie odbył się              | nie odbył się               | nie odbył się |
| 1958 | 15. RAC international Rally of Great Britain | Peter Harper               | Bill Deane                 | Sunbeam Rapier              | ERC           |
| 1959 | 16. RAC international Rally of Great Britain | Gerry Burgess              | Sam Croft-Pearson          | Ford Zephyr                 | ERC           |
| 1960 | 17. RAC international Rally of Great Britain | Erik Carlsson              | Stuart Turner              | Saab 96                     | ERC           |
| 1961 | 18. RAC International Rally of Great Britain | Erik Carlsson              | John Brown                 | Saab 96                     | ERC           |
| 1962 | 19. RAC International Rally of Great Britain | Erik Carlsson              | David Stone                | Saab 96                     | ERC           |
| 1963 | 20. RAC Int. Rally of Great Britain          | Tom Trana                  | Sven Lindström             | Volvo PV 544                | ERC           |
| 1964 | 21. RAC Rally                                | Tom Trana                  | Gunnar Thermanius          | Volvo PV 544                | ERC           |
| 1965 | 22. RAC Rally                                | Rauno Aaltonen             | Tony Ambrose               | BMC Mini Cooper S           | ERC           |
| 1966 | 23. RAC International Rally of Great Britain | Bengt Söderström           | Gunnar Palm                | Ford Cortina Lotus          | ERC           |
| 1967 | nie odbył się                                | nie odbył się              | nie odbył się              | nie odbył się               | nie odbył się |
| 1968 | 24. RAC Rally of Great Britain               | Simo Lampinen              | John Davenport             | Saab 96 V4                  |               |
| 1969 | 25. RAC Rally                                | Harry Källström            | Gunnar Häggbom             | Lancia Fulvia 1.6 Coupé HF  | ERC           |
| 1970 | 26. RAC Rally                                | Harry Källström            | Gunnar Häggbom             | Lancia Fulvia 1.6 Coupé HF  | IMC           |
| 1971 | 27. Daily Mirror RAC Rally                   | Stig Blomqvist             | Arne Hertz                 | Saab 96 V4                  | IMC           |
| 1972 | 28. Daily Mirror RAC Rally                   | Roger Clark                | Tony Mason                 | Ford Escort RS1600          | IMC           |
| 1973 | 29. Daily Mirror RAC Rally                   | Timo Mäkinen               | Henry Liddon               | Ford Escort RS1600          | WRC           |
| 1974 | 30. Lombard RAC Rally                        | Timo Mäkinen               | Henry Liddon               | Ford Escort RS1600          | WRC           |
| 1975 | 31. Lombard RAC Rally                        | Timo Mäkinen               | Henry Liddon               | Ford Escort RS1800          | WRC           |
| 1976 | 32. Lombard RAC Rally                        | Roger Clark                | Stuart Pegg                | Ford Escort RS1800          | WRC           |
| 1977 | 33. Lombard RAC Rally                        | Björn Waldegård            | Hans Thorszelius           | Ford Escort RS1800          | WRC           |
| 1978 | 34. Lombard RAC Rally                        | Hannu Mikkola              | Arne Hertz                 | Ford Escort RS1800          | WRC           |
| 1979 | 35. Lombard RAC Rally                        | Hannu Mikkola              | Arne Hertz                 | Ford Escort RS1800          | WRC           |
| 1980 | 36. Lombard RAC Rally                        | Henri Toivonen             | Paul White                 | Talbot Sunbeam Lotus        | WRC           |
| 1981 | 37. Lombard RAC Rally                        | Hannu Mikkola              | Arne Hertz                 | Audi Quattro                | WRC           |
| 1982 | 38. Lombard RAC Rally                        | Hannu Mikkola              | Arne Hertz                 | Audi Quattro                | WRC           |
| 1983 | 39. Lombard RAC Rally                        | Stig Blomqvist             | Björn Cederberg            | Audi Quattro A2             | WRC           |
| 1984 | 40. Lombard RAC Rally                        | Ari Vatanen                | Terry Harryman             | Peugeot 205 Turbo 16        | WRC           |
| 1985 | 41. Lombard RAC Rally                        | Henri Toivonen             | Neil Wilson                | Lancia Delta S4             | WRC           |
| 1986 | 42. Lombard RAC Rally                        | Timo Salonen               | Seppo Harjanne             | Peugeot 205 Turbo 16 E2     | WRC           |
| 1987 | 43. Lombard RAC Rally                        | Juha Kankkunen             | Juha Piironen              | Lancia Delta HF 4WD         | WRC           |
| 1988 | 44. Lombard RAC Rally                        | Markku Alén                | Ilkka Kivimäki             | Lancia Delta Integrale      | WRC           |
| 1989 | 45. Lombard RAC Rally                        | Pentti Airikkala           | Ronan McNamee              | Mitsubishi Galant VR-4      | WRC           |
| 1990 | 46th Lombard RAC Rally                       | Carlos Sainz               | Luís Moya                  | Toyota Celica GT-Four       | WRC           |
| 1991 | 47th Lombard RAC Rally                       | Juha Kankkunen             | Juha Piironen              | Lancia Delta Integrale 16V  | WRC           |
| 1992 | 48th Lombard RAC Rally                       | Carlos Sainz               | Luís Moya                  | Toyota Celica Turbo 4WD     | WRC           |
| 1993 | 49th Network Q RAC Rally                     | Juha Kankkunen             | Nicky Grist                | Toyota Celica Turbo 4WD     | WRC           |
| 1994 | 50th Network Q RAC Rally                     | Colin McRae                | Derek Ringer               | Subaru Impreza 555          | WRC           |
| 1995 | 51st Network Q RAC Rally                     | Colin McRae                | Derek Ringer               | Subaru Impreza 555          | WRC           |
| 1996 | 52nd Network Q RAC Rally                     | Armin Schwarz              | Denis Giraudet             | Toyota Celica GT-Four       | 2L WRC        |
| 1997 | 53rd Network Q RAC Rally                     | Colin McRae                | Nicky Grist                | Subaru Impreza WRC          | WRC           |
| 1998 | 54th Network Q Rally of Great Britain        | Richard Burns              | Robert Reid                | Mitsubishi Carisma GT Evo V | WRC           |
| 1999 | 55th Network Q Rally of Great Britain        | Richard Burns              | Robert Reid                | Subaru Impreza WRC          | WRC           |
| 2000 | 56th Network Q Rally of Great Britain        | Richard Burns              | Robert Reid                | Subaru Impreza WRC          | WRC           |
| 2001 | 57th Network Q Rally of Great Britain        | Marcus Grönholm            | Timo Rautiainen            | Peugeot 206 WRC             | WRC           |
| 2002 | 58th Network Q Rally of Great Britain        | Petter Solberg             | Phil Mills                 | Subaru Impreza WRC          | WRC           |
| 2003 | 59th Wales Rally of Great Britain            | Petter Solberg             | Phil Mills                 | Subaru Impreza WRC          | WRC           |
| 2004 | 60th Wales Rally of Great Britain            | Petter Solberg             | Phil Mills                 | Subaru Impreza WRC          | WRC           |
| 2005 | 61st Wales Rally GB                          | Petter Solberg             | Phil Mills                 | Subaru Impreza WRC          | WRC           |
| 2006 | 62nd Wales Rally GB                          | Marcus Grönholm            | Timo Rautiainen            | Ford Focus WRC              | WRC           |
| 2007 | 63rd Wales Rally GB                          | Mikko Hirvonen             | Jarmo Lehtinen             | Ford Focus WRC              | WRC           |
| 2008 | 64th Wales Rally GB                          | Sébastien Loeb             | Daniel Elena               | Citroën C4 WRC              | WRC           |
| 2009 | 65th Rally of Great Britain                  | Sébastien Loeb             | Daniel Elena               | Citroën C4 WRC              | WRC           |
| 2010 | 66th Rally of Great Britain                  | Sébastien Loeb             | Daniel Elena               | Citroën C4 WRC              | WRC           |
| 2011 | 67rd Wales Rally GB                          | Jari-Matti Latvala         | Miikka Antilla             | Ford Fiesta RS WRC          | WRC           |
| 2012 | 68rd Wales Rally GB                          | Jari-Matti Latvala         | Miikka Antilla             | Ford Fiesta RS WRC          | WRC           |
| 2013 | 69rd Wales Rally GB                          | Sébastien Ogier            | Julien Ingrassia           | Volkswagen Polo R WRC       | WRC           |
| 2014 | 70th Wales Rally GB                          | Sébastien Ogier            | Julien Ingrassia           | Volkswagen Polo R WRC       | WRC           |
| 2015 | 71st Wales Rally of Great Britain            | Sébastien Ogier            | Julien Ingrassia           | Volkswagen Polo R WRC       | WRC           |
| 2016 | 72st Wales Rally of Great Britain            | Sébastien Ogier            | Julien Ingrassia           | Volkswagen Polo R WRC       | WRC           |
| 2017 | 73. Dayinsure Wales Rally GB                 | Elfyn Evans                | Daniel Barritt             | Ford Fiesta WRC             | WRC           |
| 2018 | 74. Dayinsure Wales Rally GB                 | Sébastien Ogier            | Julien Ingrassia           | Ford Fiesta WRC             | WRC           |
| 2019 | 75. Wales Rally GB                           | Ott Tänak                  | Martin Järveoja            | Ford Fiesta WRC             | WRC           |
| 2020 | 76. Wales Rally GB                           | odwołany                   | odwołany                   | odwołany                    | WRC           |

- IMC – Międzynarodowe Mistrzostwa Producentów
- ERC – Rajdowe Mistrzostwa Europy
- WRC – Rajdowe mistrzostwa świata
- 2L WRC – Dwulitrowy Rajdowy Puchar Świata